# Open Philanthropy
A Open Philanthropy é uma fundação de investigação e doação que visa compartilhar as suas descobertas abertamente. Os seus atuais codiretores executivos são Holden Karnofsky e Alexander Berger, os e seus principais financiadores são Cari Tuna e Dustin Moskovitz. Dustin diz que a sua riqueza, no valor de 11 mil milhões de dólares (US$), está "agrupada ao nosso redor agora, mas pertence ao mundo. Pretendemos não ter muito quando morrermos."

## História

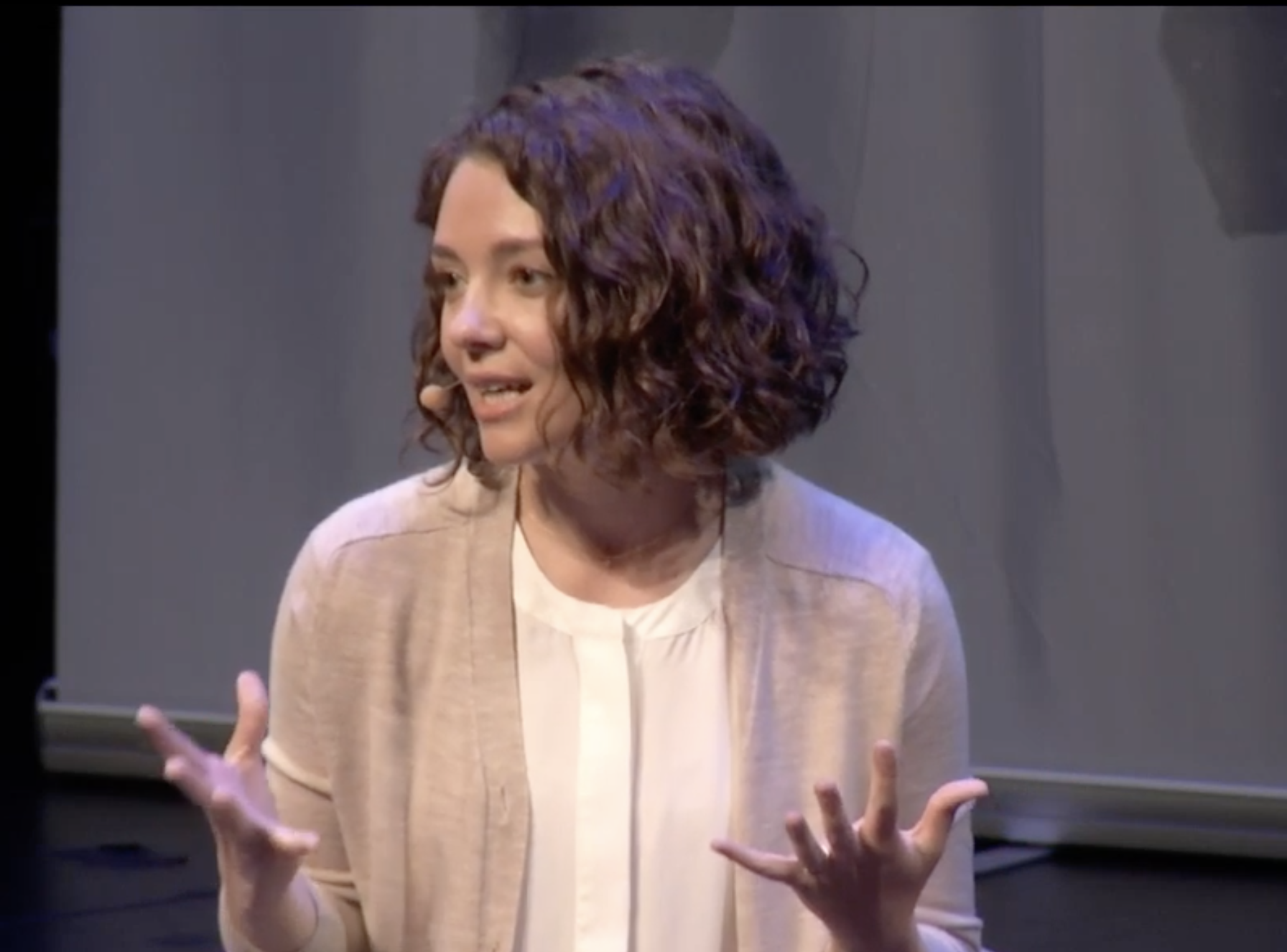
Cari Tuna a falar na EA Global 2016 no seu Fireside Chat sobre fazer filantropia melhor

Dustin Moskovitz fez uma fortuna de 11 mil milhões de dólares (US$) através da co-fundação do Facebook e, mais tarde, do Asana. Ele e a sua esposa Cari Tuna foram inspirados por The Life You Can Save, de Peter Singer, e tornaram-se o casal mais jovem a assinar o Giving Pledge de Bill Gates e Warren Buffett, onde eles prometeram doar a maior parte do seu dinheiro. Cari deixou o seu emprego de jornalista no The Wall Street Journal para fazer filantropia em tempo integral, e o casal começou a fundação Good Ventures em 2011. A Good Ventures fez parceria com a GiveWell, uma avaliadora de caridades fundada por Karnofsky e Elie Hassenfeld. A parceria autodenominou-se "Open Philanthropy Project" em 2014 e começou a operar de forma independente em 2017. A Good Ventures detém os fundos e distribui-os de acordo com as recomendações da Open Philanthropy. É a quinta maior fundação do Vale do Silício.

## Operações
A Open Philanthropy adere à filosofia de doação do altruísmo eficaz. A organização não tem uma missão centrada numa área de causa. Em vez disso, faz "investigações empíricas substanciais" antes de financiar projetos que "entregam os maiores benefícios sociais da forma mais eficiente possível". A Open Philanthropy tem como meta doar mais de 100 milhões de dólares (US$) por ano. A organização faz investigações abertamente, publicando centenas de entrevistas e uma folha de cálculo classificando as questões políticas dos EUA pela eficácia com que o dinheiro pode ter impacto no seu website. Eles calculam o impacto usando anos de vida ajustados por incapacidade. Moskovitz e Tuna esperam que, ao serem abertos sobre o seu trabalho, possam "ajudar outros a tornarem-se melhores filantropos". Eles consideram o seu trabalho "filantropia de alto risco" e esperam "que a maior parte do nosso trabalho não terá impacto". A Open Philanthropy também pode "financiar prazos mais longos do que o governo ou a indústria".
Pessoas notáveis que a Open Philanthropy consultou incluem Avril Haines (diretor de inteligência nacional de Biden) e Steven Teles (cientista político).
Outros financiadores que contribuíram para a Open Philanthropy incluem o cofundador do Instagram, Mike Krieger, que prometeu 750.000 dólares (US$).

## Áreas de foco
A Open Philanthropy tem quatro categorias de áreas de foco: saúde e desenvolvimento global, políticas dos EUA, riscos catastróficos globais e ciência. A organização também investe no bem-estar animal.

### Saúde e desenvolvimento globais

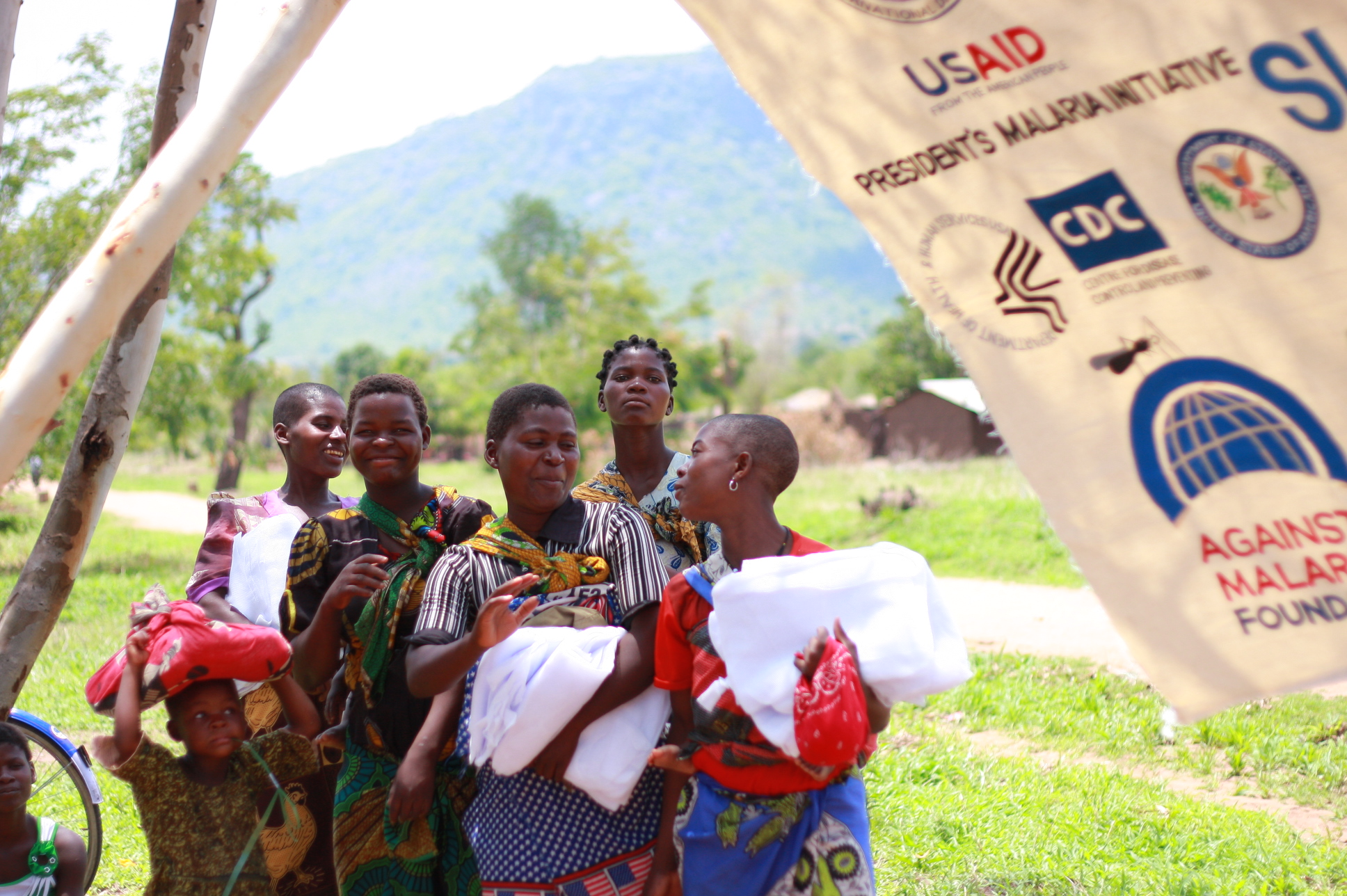
Mulheres e crianças recebem mosquiteiros antimaláricos no Malawi. As redes foram fornecidas pela Against Malaria Foundation e distribuídas por organizações locais.

Os investimentos da Open Philanthropy em saúde e desenvolvimento global incluem esforços para curar deficiências de iodo, reparar o meio ambiente e prevenir a malária. Sobre as suas doações globais de saúde e desenvolvimento, Cari Tuna disse: “Ainda estou otimista de que podemos fazer melhor do que apenas dar dinheiro aos pobres, mas, enquanto isso, estamos a fazer muito dando apenas dinheiro aos pobres”. Em 2021, a GiveWell decidiu adiar 110 milhões de dólares (US$) da sua doação anual de 300 milhões de dólares (US$) da Open Philanthropy, incluindo dinheiro alocado à GiveDirectly, que dá dinheiro a pessoas pobres, para ser gasto em anos futuros. Isso foi feito porque a GiveWell espera que "eles possam gastar todo o dinheiro de uma forma que seja pelo menos cinco vezes mais eficaz do que dar dinheiro diretamente às pessoas mais pobres do mundo".
As subvenções incluem:
- 17,5 milhões de dólares (US$) para a Target Malaria, para tecnologia de transmissão genética para controlar mosquitos portadores de malária[16]
- Mais de 47 milhões de dólares (US$)  para a GiveDirectly,[11] parcialmente para investigações para comparar a eficácia de doar dinheiro com ajuda ao desenvolvimento mais tradicional,[10] e incluindo pelo menos 16 milhões de dólares (US$) a serem doados diretamente a pessoas extremamente pobres no Quénia e no Uganda[21]
- 1 milhão de dólares (US$) para Population Services International para trabalho sobre resistência a medicamentos antimaláricos[17]
- Quase 30 milhões de dólares (US$) para a Against Malaria Foundation[11]

### Políticas dos EUA
A Open Philanthropy classifica as questões políticas dos EUA com base na eficácia com que eles preveem que o seu financiamento pode levar a questão adiante. As duas principais questões são a reforma da justiça criminal e a política de estabilização macroeconómica. Para a reforma da justiça criminal, a organização calcula que "um ano de prisão é metade do valor de um fora" e observa que "os Estados Unidos encarceram uma percentagem maior do que quase qualquer outro país do mundo com grande custo fiscal e tem a maior taxa de homicídios criminais no mundo desenvolvido". Para a política de estabilização macroeconómica, a organização espera que o valor da prevenção de recessões seja tantas vezes maior do que o custo do trabalho efetivo de defesa que está disposta a investir nele, apesar do sucesso ser "altamente incerto". A Open Philanthropy também fez doações para ajudar a promover a igualdade no casamento.
As subvenções incluem:
- 335.000 dólares (US$) para o Projeto Pleno Emprego no Centro de Orçamento e Prioridades Políticas[5]
- 100.000 dólares (US$) para a campanha Fed Up do Center for Popular Democracy[5]
- 6,3 milhões de dólares para o Fundo de Ação de Justiça Responsável[22]
- 50 milhões de dólares (US$) de dólares para a Just Impact Advisors, para aconselhar filantropos e fazer doações relacionadas com a justiça criminal[23]
- 3 milhões de dólares (US$) de dólares para o Projeto de Desempenho de Segurança Pública do Pew Charitable Trusts, para “reduzir o encarceramento e os gastos prisionais, mantendo ou melhorando a segurança pública e concentrando camas de prisão para infratores de alto nível” ao nível estadual[5]
- 500.000 dólares (US$) para YIMBY Califórnia.[24]  A Open Philanthropy foi a primeira financiadora institucional do movimento YIMBY;[25] no entanto, o movimento recebeu apoio financeiro individual de muitos executivos de tecnologia.[24]

Dustin Moskovitz e Cari Tuna também doaram dezenas de milhões de dólares para campanhas e partidos políticos como indivíduos.  Sobre essa doação, Dustin afirma: "Esta decisão não foi fácil, principalmente porque temos reservas sobre qualquer pessoa que use grandes quantias de dinheiro para influenciar as eleições. Dito isto, acreditamos em tentar fazer o melhor que pudermos, o que neste caso significa usar as ferramentas disponíveis para nós (como também estão disponíveis para a oposição)."

### Riscos catastróficos globais
As áreas desta categoria incluem quase 40 milhões  de dólares (US$) concedidos para biossegurança e preparação para pandemias, e mais de 100 milhões de dólares (US$) para riscos potenciais de inteligência artificial avançada. A Open Philanthropy também investiu na mitigação do risco de colisão de asteroides. A organização foi criticada por seu foco estreito em riscos que podem "matar pessoas suficientes para ameaçar a civilização como a conhecemos". Ao "inundar" dinheiro em biossegurança, a Open Philanthropy está "a absorver grande parte da capacidade de investigação experiente do campo, concentrando a atenção de especialistas nesse aspeto estreito e extremamente improvável do risco de biossegurança".
As subvenções incluem:
- 17,5 milhões de dólares (US$) para a Sherlock Biosciences, para ferramentas de diagnóstico viral.[30]
- Cerca de 38 milhões de dólares (US$) para o Johns Hopkins Center for Health Security[31]
- 11,3 milhões de dólares (US$) para o Instituto de Design de Proteínas da Universidade de Washington para desenvolver uma vacina universal contra a gripe[31][13][30]

### Ciência
A Open Philanthropy nomeou onze áreas da ciência "que considera negligenciadas por outros financiadores", "incluindo tuberculose, dor crónica e obesidade". As subvenções incluem as áreas de saúde e bem-estar humano, inovação científica, ciência de apoio à biossegurança e preparação para pandemias, ciência básica transformadora e outras áreas de investigação científica. O financiamento para a ciência foi de 40 milhões de dólares (US$) em 2017, com a intenção de aumentar "várias vezes nos próximos anos". O dinheiro foi entregue a quatro equipas de cientistas cujas propostas foram rejeitadas pelos Institutos Nacionais de Saúde. As doações incluem 6,4 milhões de dólares (US$) para Stephen Johnston e para a sua equipe da Universidade Estadual do Arizona para testar uma vacina contra o cancro para cães de estimação de meia-idade.

### Bem-estar animal
Holden Karnofsky afirma que a Open Philanthropy "é a maior financiadora do mundo do bem-estar dos animais de quintas", incluindo o investimento em proteínas alternativas e defesa do bem-estar animal. A Open Philanthropy fez um investimento na Impossible Foods em 2016, para apoiar o crescimento de carnes não animais. É também patrona do The Good Food Institute. A investigação feita pela Open Philanthropy inclui uma investigação sobre os prós e contras da industrialização da produção de carne de insetos, bem como uma investigação da viabilidade econémica da carne cultivada.